# Deafheaven
Deafheaven là một ban nhạc blackgaze người Mỹ thành lập năm 2010 ở San Francisco. Ban nhạc bắt đầu với hai thành viên George Clarke và Kerry McCoy, cả hai cùng thu âm và tự phát hành một album demo. Sau khi nhận được sự đón nhận nồng nhiệt, Deafheaven nhận thêm ba thành viên mới và bắt đầu lưu diễn. Cuối năm 2010, ban nhạc ký hợp đồng với Deathwish Inc. và phát hành album đầu tay Roads to Judah vào tháng 8 năm 2011. Album thứ hai, Sunbather, phát hành năm 2013 nhận được sự tung hô của các nhà phê bình và trở thành một trong những album được đánh giá cao nhất năm 2013.
Phong cách album nhạc của Deafheaven là black metal với ảnh hưởng từ post-metal và shoegaze.

## Thành viên

### Hiện nay
- George Clarke – hát (2010–nay)
- Kerry McCoy – guitar (2010–nay)
- Daniel Tracy – trống (2012–nay)[6]
- Stephen Clark – bass guitar (2013–nay)[7]
- Shiv Mehra – guitar (2013–nay)[7]

### Trước đây
- Nick Bassett – guitar (2010–2012)[8]
- Trevor Deschryver – trống (2010–2012)
- Derek Prine – bass guitar (2010–2012)

### Lưu diễn
- Gary – guitar (2011)[8]
- Joey – guitar (2011–2012)[8]
- "Metal" Mike – guitar (2012)[8]

## Đĩa nhạc

### Album phòng thu
- Roads to Judah (2011)
- Sunbather (2013)
- New Bermuda (2015)

### Đĩa mở rộng
- Demo (2010)
- Deafheaven / Bosse-de-Nage (2012)

### Đĩa đơn
- "Libertine Dissolves" / "Daedalus" (2011)
- "From the Kettle Onto the Coil" (2014)

### Album trực tiếp
- Live at The Blacktop (2011)